# Трістан та Ізольда (фільм, 2006)
«Трістан та Ізольда» (англ. Tristan & Isolde) — епічний фільм 2006 року, заснований на однойменній кельтській середньовічній романтичній легенді. Поряд зі збігами окремих рис сюжету, у фільмі є значні, порівняно з оригіналом, зміни загальної сюжетної лінії, причинно-наслідкових зв'язків, мотивацій, тощо.

## Сюжет
Історія кохання британського воїна Трістана (Джеймс Франко) та ірландської принцеси Ізольди (Софія Майлс). Дія розгортається незабаром після падіння Римської імперії. Осиротілий у дитинстві, Трістан був вихований другом його сім'ї лордом Марком (Руфус Суелл). Подорослішавши, Трістан стає хоробрим лицарем, який успішно бореться з армією ірландського короля Дончада (Девід О'Гара). Ледь не загинувши в одній з битв, напівживий Трістан випадково опиняється біля ірландських берегів, де його знаходить, а потім і зцілює дочка короля Ізольда, яка назвалася видуманим ім'ям. Між молодими людьми, які ще нічого не знають один про одного, зароджується справжня любов. Повернувшись додому, Трістан дізнається, що ірландський король вирішив видати свою дочку заміж за одного з британських лордів для того, щоб скріпити мир між володарями. Майбутнім чоловіком Ізольди повинен стати переможець лицарського турніру. Захищаючи честь лорда Марка Корнуола, Трістан перемагає в турнірі. І тільки після цього він довідується, що його кохана — це Ізольда, ірландська принцеса, яка тепер повинна одружитися з його другом Марком…

## Ролі виконували
- Джеймс Франко — Трістан
  - Томас Сангстер — юний Трістан
- Софія Майлс — Ізольда
- Руфус Сьюелл — лорд Марк Корнуол
- Марк Стронг — лорд Віктред
- Генрі Кавілл — Мелот
- Девід О'Гара[en] — король Дончад
- Брона Ґеллаґер[en] — Браґней
- Декстер Флетчер[en] — Орік
- Лео Ґреґорі — Сімон

## Цікаві факти
- Переклад українською мовою роману про Трістана та Ізольду за реконструкцією Жозефа Бед'є був здійснений українським поетом і перекладачем Максимом Рильським у 1957 році.[2]
- У фільмі Трістан бере участь у лицарському турнірі за руку Ізольди для свого короля, в той час як у легенді переможцем буде той, чий меч убив дракона.